# Klein Rodensleben
Klein Rodensleben – dzielnica miasta Wanzleben-Börde w Niemczech, w kraju związkowym Saksonia-Anhalt, w powiecie Börde.
Do 31 grudnia 2009 była to oddzielna gmina, która wchodziła w skład wspólnoty administracyjnej „Börde” Wanzleben.

## Geografia
Klein Rodensleben leży ok. 10 km na zachód od Magdeburga.